# Arkadiusz Nowak (prawnik)
Arkadiusz Nowak – polski prawnik, doktor habilitowany nauk prawnych, nauczyciel akademicki różnych uczelni, w tym Uniwersytetu Śląskiego, specjalista w zakresie prawa pracy.

## Życiorys
Ukończył studia prawnicze na Wydziale Prawa i Administracji Uniwersytetu Śląskiego. Tam też w 1978 na podstawie napisanej pod kierunkiem Tadeusza Zielińskiego rozprawy pt. Nawiązanie spółdzielczego stosunku pracy otrzymał stopień naukowy doktora nauk prawnych w zakresie prawa, specjalność: prawo. Na Wydziale Prawa i Administracji Uniwersytetu Gdańskiego uzyskał w 1989 stopień doktora habilitowanego nauk prawnych w zakresie prawa. Został profesorem nadzwyczajnym Uniwersytetu Śląskiego, gdzie pełnił funkcję kierownika Katedry Prawa Pracy i Polityki Socjalnej. Następnie objął stanowisko profesora nadzwyczajnego w Górnośląskiej Wyższej Szkole Handlowej im. Wojciecha Korfantego w Katowicach.
W 1996 pod jego kierunkiem stopień naukowy doktora uzyskała Helena Szewczyk.

## Wybrane publikacje
- Wokół problematyki cywilnoprocesowej : studium teoretycznoprawne : księga pamiątkowa dla uczczenia pracy naukowej profesora Kazimierza Korzana (red. nauk., 2001)
- Ochrona mienia pracownika w umownym stosunku pracy (1988)[4]